# والتر جاکوب گهرینگ
والتر جاکوب گهرینگ (انگلیسی: Walter Jakob Gehring; ۲۰ مارس ۱۹۳۹ – ۲۹ مهٔ ۲۰۱۴) دانشمند در زمینه زیست‌شناسی رشد اهل سوئیس بود.
وی همچنین برندهٔ جوایزی همچون جایزه کیوتو، جایزه گاردینر، و جایزه بالزان شده‌است.